# Rozhlas
Rozhlas je telekomunikační zařízení pro šíření veřejně přístupného zvukového signálu z vysílače k mnoha přijímačům. Hovorově se rozhlas označuje slovem rádio (z lat. radius, paprsek a radiatio, záření). Obvykle jako přenosové médium slouží rádiové vlny (elektromagnetické záření), jak z pozemních, tak satelitních vysílačů, ale používalo se i kovové vedení (rozhlas po drátě, místní rozhlas). 
Rozšíření rozhlasu započalo v Americe v desátých letech 20. století, prvotní rozmach a širší dostupnost nastala ve dvacátých letech téhož století. Ve 21. století započal přechod na digitální vysílání pomocí internetu DAB.
Spojením rádiový či rozhlasový přijímač se obvykle označuje technické zařízení pro přijímání informací, ovšem vysílání samo se označuje slovem rozhlas.

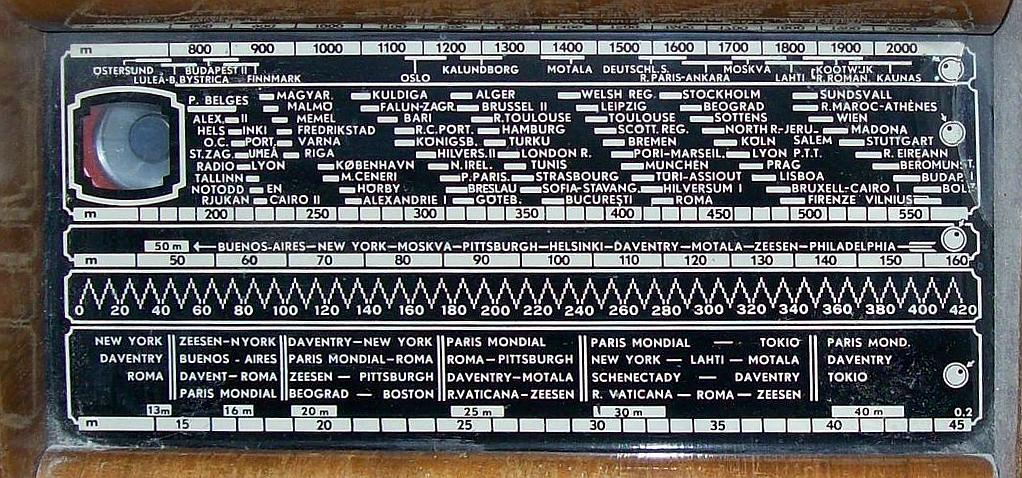
Stupnice rozhlasového přijímače (kolem roku 1938), shora dolů dlouhé, střední a krátké vlny

## Princip

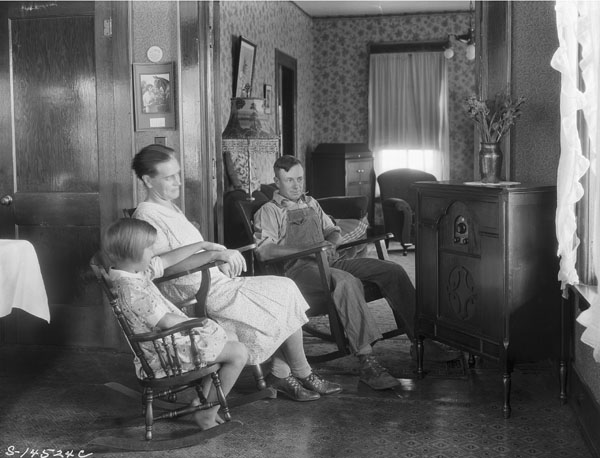
George W. Ackerman: Farmářská rodina poslouchá rádio, Ingham County, Michigan, 1930

Přenášený akustický (zvukový) signál je tvořen z poměrně nízkých kmitočtů (zhruba 30 Hz – 15 kHz), které by se jako elektromagnetické vlny nedaly vysílat a šířit. Proto se zvukový signál moduluje na podstatně vyšší kmitočty, tzv. nosné vlny, které se snadno vyzáří do prostoru vysílací anténou. Pro rozhlasové vysílání se nejčastěji užívaly kmitočty v pásmu dlouhých vln (30 – 300 kHz, vlnová délka), středních vln (300 kHz – 3 MHz) a krátkých vln (3 MHz – 30 MHz), které se šíří prostorem na velké vzdálenosti. Na těchto pásmech se užívá amplitudová modulace, při níž se podle zvukového signálu mění amplituda (rozkmit) nosné vlny. Dlouhé vlny se šíří na velké vzdálenosti přízemní vlnou, vyžadují však velmi rozměrné a vysoké vysílací antény a velké vysílací výkony. Do pásma dlouhých vln se také vejde malý počet vysílačů, které se i na velkou vzdálenost mohou rušit. Střední vlny se šíří v noční době až do vzdálenosti tisíce kilometrů a do pásma se vejde mnohem větší počet vysílačů, vysílací anténa i výkon však musí být poměrně vysoké. Střední vlny byly nejběžnějším pásmem pro příjem rozhlasu až do 60. let 20. století. Šíření krátkých vln je složitější, protože se šíří jen na pár desítek kilometrů přímou vlnou, ale na stovky až tisíce km prostorovou vlnou odraženou  od vrstev ionosféry. Antény i výkony mohou být poměrně malé, šíření však více závisí na denní době a solárním cyklu. Pro rozhlasové vysílání jsou na krátkých vlnách vyhrazena oddělená pásma, která se zpravidla označují délkou vlny: 11 m (26 MHz), 14 m (21 MHz), 16 m (18 MHz), 19 m (15 MHz), 25 m (12 MHz), 31 m (9 MHz), 41 m (7 MHz) a 49 m (6 MHz), v tropických a subtropických oblastech také 60, 75 a 90 m kvůli menšímu vlivu bouřkového rušení oproti středním vlnám.
Od poloviny 20. století se těžiště rozhlasového vysílání přesunulo na velmi krátké vlny (VKV, 30 – 300 MHz), které vystačí s menšími anténami a vysílacími výkony, šíří se však také jen do malých vzdáleností (desítky, výjimečně až stovky km). Do pásma se však vejde daleko více stanic, které mohou používat širší vysílací pásmo a tzv. frekvenční modulaci, při níž se podle zvukového signálu mění frekvence vysílače. Další výhodou frekvenční modulace je možnost účinného potlačení poruch a podstatně lepší kvalita přijímaného signálu. Podle ní se toto vysílání někdy označuje jako FM na rozdíl od výše popsaných AM pásem.
Koncem 20. století se také rozšířilo družicové vysílání na velmi vysokých frekvencích, s vysílací anténou na umělé družici Země. Vysílání může používat klasickou frekvenční modulaci, ale také modulaci digitální (ADR, DVB-S). 
Od 21. století nastupuje i pozemní digitální vysílání. Hrstka krátkovlnných stanic vysílá ve standardu DRM, rozhlasu na VKV (FM) konkuruje spíše vysílání podle standardu DAB (příp. kompatibilní hybridní HD Radio). Rozhlasové stanice jsou také přenášeny jako doplňková služba v digitálním televizním vysílání DVB-T i DVB-T2.
Území, na kterém má být možnost vysílání přijímat, musí být pokryto dostatečně silným signálem z rozhlasového vysílače. Na shodném území obvykle současně vysílá více rozhlasových stanic, je tedy nutné jednotlivým vysíláním přidělit různé kmitočty (frekvence) nosných vln. Přidělená frekvence se nazývá vysílací kmitočet, nebo také kanál. Vzhledem k nutnosti národní i mezinárodní koordinace pro omezení vzájemného rušení jsou kanály přidělovány centrální autoritou. Tou je v České republice Český telekomunikační úřad. Ten také stanovuje výkon, anténní systém a další parametry vysílače.

## Rozhlasové stanice
V České republice je ze zákona šířeno rozhlasové vysílání především formou veřejnoprávní služby. Tuto veřejnou funkci zajišťuje Český rozhlas, jehož centrála sídlí tradičně na adrese Vinohradská 12, Praha 2, malý kousek nad budovou Národního muzea. Podobně i televizní vysílání, které zajišťuje ze zákona Česká televize, je také šířeno jako veřejnoprávní služba pro všechny občany ČR. Česká televize sídlí na Kavčích horách v Praze 4 na Pankráci.
V počátcích rozhlasového vysílání a v dobách totality měl stát monopol na rozhlasové vysílání. Po roce 1990 byl tento monopol uvolněn a při splnění stanovených podmínek může kdokoli dostat licenci na rozhlasové vysílání. Současně s licencí je nově vzniklé stanici přidělen vysílací kmitočet a povolený výkon pro šíření vysílání. Zároveň došlo k přesunu FM vysílání z frekvencí vyhrazených socialistickému bloku (OIRT) na kmitočty používané celým světem (podle normy CCIR).
V Česku vysílá velká řada (většinou soukromých) rozhlasových stanic resp. malých rádií. Naprostá většina z nich však působí pouze regionálně (např. Hitrádio Vysočina, Rádio Orlicko nebo Radio Relax). Několik soukromých stanic má přidělenu licenci na celoplošné vysílání. Kromě řady soukromých stanic (např. Rádio Impuls, Frekvence 1 či Evropa 2) vysílají na území ČR i veřejnoprávní subjekty – domácí Český rozhlas a francouzské RFI (Radio France Internationale), kterému Rada pro rozhlasové a televizní vysílání udělila licenci do roku 2025. Do 31. ledna 2006 provozovala vysílání pro Českou republiku také britská BBC World Service.
Zvláštním druhem jsou nekomerční Radio Proglas nebo Radio 7, což jsou neziskové křesťanské stanice.

## Historie

### Historie rozhlasové technologie
- 1873 – James Clerk Maxwell matematicky popsal princip šíření elektromagnetických vln
- 1876 – Heinrich Rudolf Hertz poprvé dokázal existenci těchto vln a zkonstruoval předchůdce dnešní dipólové antény
- 1893 – Nikola Tesla předvádí první veřejnou demonstraci rádia a radiového spojení
- 1895 – Alexandr Stěpanovič Popov zkonstruoval první bezdrátovou telegrafickou stanici za využití hromosvodu jako antény
- 1896 – Guglielmo Marchese Marconi telegrafuje na vzdálenost přes tři kilometry za použití dodnes používaného čtvrtvlnného unipólu (využil uzemnění)
- 1906 – Valdemar Poulsen vyvinul telegraf pomocí netlumených kmitů, který vysílal morseovku na určité frekvenci a byl již teoreticky schopen přenášet řeč
- 1907 – Quirino Majorana uskutečnil první „hovor“ (na vzdálenost 75 km)
- 1910 – Lee de Forest, vynálezce elektronky, snímal zvuk opery Carmen a přenášel jej rozhlasovým vysíláním
- 20. a 30. léta – dostupnost jednoduchého rozhlasového přijímače, tzv. krystalky, který se dal zhotovit i amatérsky, podpořila masové rozšíření této technologie a elektronky umožnily příjem rozhlasového vysílání z celé Evropy.

### Historie rozhlasového vysílání ve světě
- 1910 – první rozhlasový přenos z Metropolitní opery v New Yorku
- 1920 – rozhlas vysílal výsledky amerických prezidentských voleb
- 1922 – v Anglii zahájeno pravidelné rozhlasové vysílání BBC
- 1923 – ve Kbelích dne 18. května začal vysílat český rozhlas Radiojournal jako první na evropském kontinentě
- 1936 – První přenos při olympijských hrách pořádaných nacistickým Německem

### Rozhlas v Česku

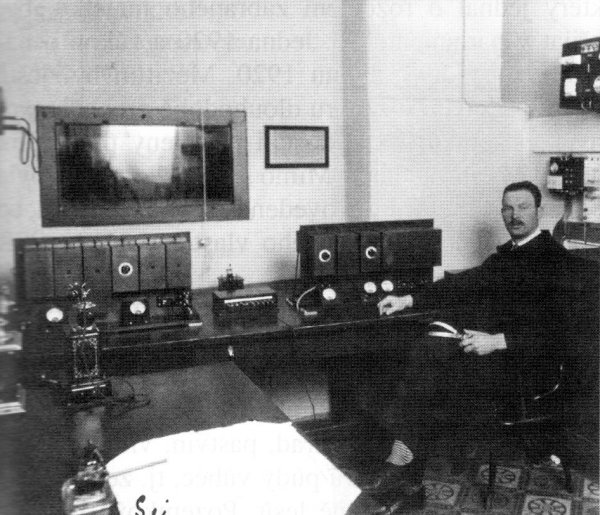
Hlasatelna brněnského rozhlasu v roce 1928

Po složitých počátcích vysílání rozhlasové společnosti Radiojournal z vysílače ve Kbelích se studio několikrát stěhovalo a potýkalo s obtížnou finanční situací. Roku 1925 vstoupil do společnosti Radiojournal stát, navýšil základní jmění a umožnil další rozšíření programové nabídky (zpravodajství, hudba, umělecký program, divadelní představení, vysílání pro děti). Reportáž z VIII. všesokolského sletu, která zprostředkovala posluchačům účast na významné události, získala rozhlasu velkou popularitu. 3. října 1926 český rozhlas vysílal první fotbalovou reportáž v Evropě (fotbalové utkání Slavie a Hungarie). V témže roce zahájil český rozhlas simultánní vysílání stejného programu z více vysílačů.
Ve 30. letech se už jednalo o vlivnou, dobře zavedenou instituci, která měla u veřejnosti autoritu. Do rozhlasu přicházeli noví lidé s odbornou kvalifikací i inovativními nápady. Tzv. brněnská škola experimentovala s vysíláním ze záznamu a zvukovými montážemi. Rozhlas zařadil do vysílání vzdělávací pásma a školské vysílání.

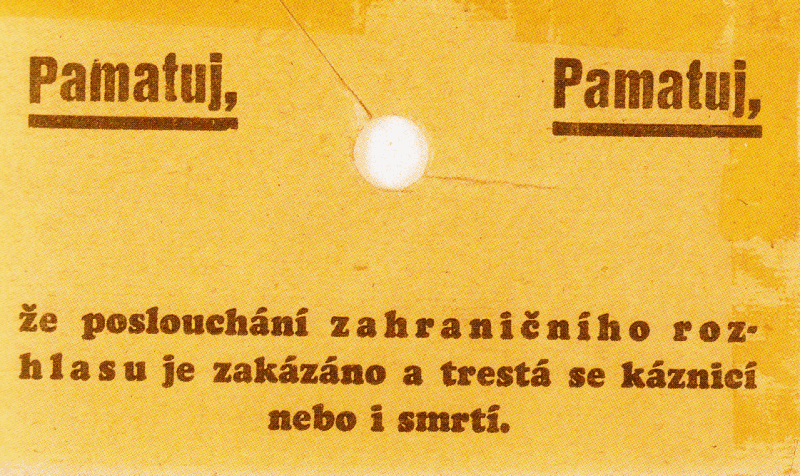
Tímto varovným nápisem musel být za německé okupace opatřen každý radiopřijímač

V roce 1939, po obsazení nacisty, přišly tresty za poslech zahraničních stanic a tvrdá cenzura, která skončila až roku 1945. Po válce rozhlas nějaký čas sloužil místo pošty a pomáhal při komunikaci, zavedena zpravodajská redakce.
Před rokem 1989 vysílalo do komunistického Československa několik západních rozhlasových stanic, z nichž nejvýznamnější byly Rádio Svobodná Evropa, Hlas Ameriky nebo BBC, které byly pro řadu občanů zdrojem necenzurovaných informací. Z tohoto důvodu byl také signál Rádia Svobodná Evropa rušen rušičkami, vysílání BBC nebylo (až na malé výjimky) rušeno. Poslech zahraničních stanic se stal přitěžujícím v kádrovém profilu.
Roku 1959 bylo spuštěno FM vysílání, avšak v pásmu odlišném od západní Evropy, aby se vyloučil poslech jejich stanic. V 60. letech nastalo jisté uvolnění cenzury a začalo stereofonní vysílání. Od 70. let již byly v prodeji i přijímače s oběma rozsahy VKV.
V srpnu 1968, během invaze vojsk Varšavské smlouvy, bylo před rozhlasem v rámci bojů zabito 17 lidí. Rozhlas se aktivně snažil informovat a vyzýval národ k nenásilnému odporu. Sovětským okupantům se nepodařilo zamezit svobodnému vysílání Československého rozhlasu a ten sehrál v prvních týdnech okupace významnou roli v odporu k okupaci. Následné tvrdé roky normalizace znamenaly vyhazov pro několik stovek zaměstnanců čs. rozhlasu i radiokomunikací.
Rozhlas sehrál svou roli i při sametové revoluci. Od 90. let nastalo poměrně uvolňování, v roce 1992 vstup soukromých rádií do éteru.

#### Původ českého slova
České slovo „rozhlas“ vzniklo v roce 1924, kdy Radiojournal vypsal soutěž na české pojmenování nového sdělovacího prostředku. Poprvé ho použil redaktor Národních listů Richard Durdil (pod pseudonymem J. D. Richard) ve svém článku z 21. května 1924, ve kterém provedl rozbor anglického výrazu „broadcasting“. Do té doby se používal termín „radio“ a z něj tvořené složeniny (radioposluchač, radiokoncert atd.). Oba výrazy byly používány nadále, postupně však v češtině převládl „rozhlas“.